# Mlabri (langue)
Cet article concerne la langue mlabri. Pour le peuple mlabri, voir Mlabri.
Le mlabri (encore appelé mla, mla bri, mabri, mrabri, yumbri, ma ku ou phi thong luang) est une langue austroasiatique parlée au Laos et en Thaïlande. Ses locuteurs sont au nombre de 324, dont 300 en Thaïlande (1982, E. R. Long).
Côté thaïlandais, le mlabri est parlé dans le nord de la zone frontalière avec le Laos, dans les provinces de Phayao, Nan, Phrae, Uttaradit, Phitsanulok, Loei, et peut-être d'autres. Côté laotien, ses locuteurs n'étaient plus qu'au nombre de 24 en 1985 (F. Proschan), habitant près de la frontière avec la Thaïlande, dans le district de Phiang, dans la province de Sayaboury. 

## Classification
Le mlabri appartient au sous-groupe khmuique du groupe Nord de la branche môn-khmer des langues austroasiatiques.